# 7.5厘米GebH 36山地榴彈炮
7.5厘米GebH 36山地榴彈炮（德語：7.5 cm Gebirgsgeschütz 36）是納粹德國在二戰中所使用的75毫米山炮。在1938年到1945年間至少生產了1193門。它是德意志國防軍和黨衛軍山地師在二戰中的制式火炮。其後繼型號為10.5厘米GebH 40山地榴彈炮。

## 開發和介紹
7.5厘米GebG 36是由位於杜塞道夫的莱茵金属為達到德國陸軍對山地師用7.5厘米榴彈炮的招標並替換一戰時期量產的舊型山炮（主要是奧匈帝國時代的斯柯達M.15式7.5公分山炮）。生產自1938開始，由於萊茵金屬產能無法分配給此裝備，因此委由位在馬德堡的布考·R·沃夫機械工程公司代工製造，量產的GebH 36都是出自該廠製造，但確切的生產數字不得而知。在1939-1945年間共生產了約1,193門。
7.5厘米GebG 36採用了非常傳統的火炮設計，它有著標準德式的水平楔式炮閂和炮口制退器，炮管壽命在6,000至8,000發之間。為了提高大仰角射擊時的性能，設計上安裝了後耳軸以增長炮閂和地面的距離，但這樣就必須裝上彈簧來保持炮口重量的平衡。此外，它還使用了可調後座系統，在提升仰角的同時降低了後座。而炮閂那少見的龐大體積使得設計時增加了分離接口，以便在運輸時分開炮閂和炮管。
在分離式腳架末端的制退鋤是可分離的。而炮架通常使用了輕量合金輪轂和橡膠輪胎，但早期型號使用了木製車輪，不裝炮盾以減輕重量。它可以整炮拉走或者拆成八分用馬或驢駝運。全炮總重750公斤。
因為它的低重量，因此在低角度開火的時候會有強烈的跳動，而後坐力會讓輪子以制退鋤為支點跳起。因此也禁止在最強裝藥的情況下以低於15°仰角開火，不然整門炮會直接跳飛。而因為地面會在高仰角射擊的情況下吸收了大部分後座能量，因此這樣是沒問題的。

### 彈藥
7.5厘米GebG 36可發射多種款式的炮彈，但是不包括在二戰以後需求大幅增加的穿甲彈。為了彌補不足的反裝甲彈藥，後來開發了從炮口裝填的成形裝藥炮彈改善。該炮彈重5.83公斤，最遠射程達9,250公尺，此彈也可用於7.5 cm FK 18上。在需要時甚至可以發射染色煙霧彈。通常情況下會用四個發射藥包來達到目標射程。在極限距離上甚至可以加上第五個發射藥包。 五個藥包所達到的射程對於如此一款輕型的火炮來說非常優秀，但實戰很快就證明了口徑75公厘的火炮破壞力太小，不足以應付對於二戰的戰爭環境需求。

## 服役
這款火炮通常以四門炮為一個炮兵連，兩至三個連為一個炮兵營。而一個山地炮兵團 (Gebirgs-Artillerie Regiment) 則會有一到三個裝備7.5厘米GebG 36的炮兵營。

## 註記
1. ↑  Fritz Hahn: Waffen und Geheimwaffen des deutschen Heeres 1933–1945, Bd. 1, Koblenz 1986 S. 140
2. ↑  .   [28 May 2009]. （原始内容存档于2009-03-02）.
3. ↑  .   [29 May 2009]. （原始内容存档于2019-12-02）.

## 來源
- Chant, Chris. Artillery of World War II, ISBN 0-7603-1172-2
- Engelmann, Joachim and Scheibert, Horst. Deutsche Artillerie 1934-1945: Eine Dokumentation in Text, Skizzen und Bildern: Ausrüstung, Gliederung, Ausbildung, Führung, Einsatz. Limburg/Lahn, Germany: C. A. Starke, 1974
- Gander, Terry and Chamberlain, Peter. Weapons of the Third Reich: An Encyclopedic Survey of All Small Arms, Artillery and Special Weapons of the German Land Forces 1939-1945. New York: Doubleday, 1979 ISBN 0-385-15090-3
- Hogg, Ian V. German Artillery of World War Two. 2nd corrected edition. Mechanicsville, PA: Stackpole Books, 1997 ISBN 1-85367-480-X

## 外部鏈接
- the 7.5 cm GebG 36 at Lexikon der Wehrmacht（页面存档备份，存于）